# Храм Архистратига Божия Михаила (Ош)
Храм Архистратига Божия Михаила (Храм Михаила Архангела, Михайло-Архангельская церковь) — храм Бишкекской и Кыргызстанской епархии в городе Ош в Кыргызстане.

## История
После ликвидации Кокандского ханства в 1876 году город Ош вошёл в состав Ферганской области Российской империи. В 1877 году в городе была построена военно-полевая церковь из сырцового кирпича и деревянным каркасом. В 1879 году к зданию пристроили алтарь и соорудили звонницу с восемью колоколами. 7 ноября 1879 года церковь была освящена во имя Архангела Михаила. Здание имело примерно 23 метра в длину и 8 метров в ширину. Со временем храм стал слишком тесным для растущего числа прихожан.
Современный храм построен на месте старого в 1904—1910 годах по типовому проекту полковой церкви. Его размер составляет 32 на 15 метров, а вместимость — 700 человек, высота колокольни вместе с крестом составляла 32 метра.
10 декабря 1928 года Ошский исполком принял решение закрыть церковь и открыть в ней клуб. Облик храма был изуродован: сброшены кресты, разрушены купол и колокольня, уничтожены иконостас и алтарь. Богослужения в бывшем храме совершались вплоть до 1950-х годов. В 1952 году в здании открыли Дом культуры-1 и был проведён капитальный ремонт, ещё больше исказивший первоначальный архитектурный облик. Община продолжала служить в часовне при храме, но в 1962 году отобрали и её. Тогда был куплен частный дом по улице Пржевальского, 29, где был обустроен молитвенный дом. В 1980-х годах в здании бывшей церкви работала Ошская областная филармония.
4 марта 1991 года при настоятеле протоиерее Валерии Малахове община вернулась в здание храма. В 1992 году здание вернули православной общине. 2 декабря 1995 года архиепископ Ташкентский и Среднеазиатский Владимир совершил освящение храма. Во время киргизско-узбекской резни 2010 года храм укрывал людей разных национальностей, была организована выпечка и раздача хлеба. На третий день резни настоятель протоиерей Виктор Реймгин совершил крестный ход по мятежному городу, призывая людей прекратить насилие.